# دارکارلا گوگ
دارکارلا گوگ (به لاتین: Darkarla Gewog) یک منطقهٔ مسکونی در بوتان است که در استان تیمفو واقع شده‌است.